# Zujevkai járás

A Zujevkai járás a Kirovi területen

A Zujevkai járás (oroszul Зуевский район) Oroszország egyik járása a Kirovi területen. Székhelye Zujevka.

## Népesség
- 1989-ben 36 023 lakosa volt.
- 2002-ben 27 823 lakosa volt.
- 2010-ben 22 586 lakosa volt, melyből 21 392 orosz, 474 udmurt, 145 ukrán, 92 tatár.